# Жанатурмысский сельский округ
Жанатурмы́сский се́льский окру́г (каз. Жаңатұрмыс ауылдық округі) — административная единица в составе Байзакского района Жамбылской области Казахстана.
Административный центр — село Кокбастау.

## История
В 1989 году существовал как Жанатурмысский сельсовет в составе 7 населённых пунктов: Кокбастау (административный центр), Тегистик, Жанатурмыс, Гослесотутопотомник, п. Королёвка, с. Королёвка, Акчулак.
В периоде 1991—1998 годов:
- сельсовет был преобразован в сельский округ в соответствии с реформами административно-территориального устройства Республики Казахстан;
- сёла Гослесотутопотомник, Королёвка и посёлок Королёвка были переименованы в сёла Торегельды, Жибек Жолы и Кайнар соответственно.

## Население
| Численность населения | Численность населения | Численность населения |
| 1989                  | 1999                  | 2009                  |
| --------------------- | --------------------- | --------------------- |
| 2383                  | ↗2790                 | ↗3653                 |

## Состав
| № | Населённый пункт | Тип населённого пункта       | Население, 1989 | Население, 1999 | Население, 2009 |
| - | ---------------- | ---------------------------- | --------------- | --------------- | --------------- |
| 1 | Акчулак          | станция                      | 467             | ↗495            | ↘295            |
| 2 | Жанатурмыс       | село                         | 411             | ↘313            | ↗863            |
| 3 | Жибек Жолы       | аул                          | 213             | ↗305            | ↗329            |
| 4 | Кайнар           | разъезд                      | 111             | ↗126            | ↗135            |
| 5 | Кокбастау        | село, административный центр | 814             | ↗1 097          | ↗1 618          |
| 6 | Тегистик         | аул                          | 270             | 270             | ↗319            |
| 7 | Торегельды       | село                         | 70              | ↗198            | ↘94             |